# 藤本結衣
藤本 結衣（ふじもと ゆい、1995年1月22日 - ）は、日本の女優、タレント。女性アイドルグループPALETの元メンバー。同グループでは、2015年6月までキャプテン（リーダー）を務めていた。愛称はゆいち。
東京都出身。神奈川県在住。プラチナムプロダクション所属。

## 略歴
幼少期に子役の経験がある ものの、高校時代にプラチナム・パスポートからスカウトされ 本格的に芸能界に入った。
2012年1月14日、ぱすぽ☆（現・PASSPO☆）の候補生として渋谷O-WESTに登壇。同月、ブログ とTwitterを開始。同年3月のファン投票により候補生の正規メンバー昇格者なし とされた。同年6月9日、paletのメンバーとして活動開始。グループではコラムの執筆やライブの煽りも行う。個人としてはその他にラジオを得意としており、主に文章と喋りで活動している。2017年からは「藤本結衣独演会」と題した個人イベントを開いており、落語にも挑戦し、さらに喋りに磨きをかけている。
2013年4月3日、大学入学（後に休学したらしい）。
2014年9月14日、ブログ更新回数が1000回を迎えた。
2015年7月25日、3年間務めてきたキャプテン職を平口みゆきに譲る。
2016年3月10日、オムニボットガールとしての活動を開始。
2016年4月6日、舞台『真田十勇士』に出演（小松姫役）。
2016年5月5日、舞台『みちこのみたせかい』に出演（井村解役）。
2016年5月20日、イメージDVD『White dream 〜パクチー旅行記〜』リリース。
2016年9月3日、映画『デスフォレスト 恐怖の森5』で映画初出演で初主演。
2017年1月22日、個人イベント『藤本結衣独演会』を開催。
2017年4月20日、舞台『ブラックダイス』に出演（愛役）。
2016年7月23日、個人イベント『藤本結衣独演会其の二』にて落語を披露。
2017年12月6日、舞台『ROSE GUNS DAYS〜Season2〜』に出演（ニーナ・蜷木役）。
2017年12月28日、約5年半在籍した、PALETが解散。

## 人物
- グループ内の担当カラーは白だが衣装の都合上黄色や灰色になることもある。
- 自己紹介における口上は「息吸ってー（吸う）、吐いてー（吐く）、吸ってー（吸う）、大きな声で、ゆいちー（会場にマイクを向ける）はい、いつも荒ぶり今はしっかりゆいちこと藤本結衣です」
- 中学校は私立に通っていた[16]。
- 大友亀太郎の子孫[17]。
- 一人っ子である[18]。
- 自身の顔が薄いため、しばしば「芋」と自嘲する[19]。またハンギョドンに似ているとも言われ、本人も認めている[20]。
- 特技は2歳から13年間習っていたクラシックバレエ。
- 趣味はゲーム、アニメ、漫画。
- 自他共に認める大食い[21] であり、好き嫌いはほとんどないが、チョコレートは食べられない。そのドロドロ感から血管が詰まるのではと恐れているとのこと[22]。
- 自動車免許を所持[23] しており、大学に通うためにスクーターを購入したが、元々二輪の乗り物が苦手なため、自宅の周りを1回走っただけでやめてしまった[24]。なお自動車はペーパードライバー[25]。
- ペットにフェレット1匹（きゃん♀）と黒猫2匹（ひじき、チロ）を飼っている。
- ブログはメンバー内で唯一毎日更新している（2013年7月9日以降1日1更新）。
- 昆虫や爬虫類、肉食動物が好きで、ガチャガチャの景品の芋虫を携帯電話のストラップにしていた[26]。
- アイドル好きで素人時代はAKB48（当時）の秋元才加、宮澤佐江、大堀恵を好んでいた。特に大堀恵には何度もファンとしてイベントに参加している。アイドルになってからは風男塾（特に青明寺浦正）のファンを公言している。上記に限らずアイドルと共演する際には自らをヲタクと称し非常に興奮した態度をとる[27][28]。

## 出演

### 映画
- デスフォレスト 恐怖の森5（2016年9月3日） - 主演・橋本結衣 役[15]
- 劇場ショートドラマ『劇ドラ！』
  - 第2回「LOVEゼミコン-愛の“前奏曲(プレリュード)”-」（2018年7月1日） - 聖あかり 役
  - 第3回「JUMPING TIME」（2018年10月27日） - 武林唯 役
  - 第4回「ゼロからイチ!!〜アイドル探偵の奮闘記〜」（2019年4月20日） - 萩野柑奈 役
- 憑きもどり（2018年10月20日） - 長江美里 役

### テレビ
- Japanesque Rock Cure TV（2013年4月23日 - 6月25日、MUSIC ON! TV）
- オムニボットの挑戦!!（2016年4月2日 - 9月24日、千葉テレビ放送）
- 横浜ミストリー（2017年1月、2019年4月、2019年12月、YOUテレビ）
- 全力坂（2018年5月8日・17日、テレビ朝日）
- 家政夫のミタゾノ 第6シリーズ 第8話（2023年11月28日、テレビ朝日） - 二頭龍幼稚園の先生 役[29]

### ネット番組
- PSO2ビギナーのお部屋（2018年4月3日 - 、YouTubePhantasystarCh）
- Pのお宅に集まってみた！（2018年7月5日 - 、ニコニコ生放送）

### ラジオ
- 生メールpresents柿原と流田のラジオ+（2014年4月12日 - 9月20日、超!A&G+）
- ラジカントロプスNEXT palet藤本結衣の4つの挑戦（2015年9月7日 - 9月28日、アール・エフ・ラジオ日本）
- オムニボット ナイト!（2016年4月1日 - 9月30日、超!A&G+）

### 舞台
- 劇団グズタフ×FPアドバンス合同プロデュース公演「真田十勇士」（2016年4月6日 - 10日、新宿シアターサンモール） - 小松姫 役
- アリスインプロジェクト「みちこのみたせかい[30]」（2016年5月5日 - 8日、新宿村LIVE） - 井村解 役
- Flying Trip「ブラックダイス」（2017年4月20日 - 24日、あうるすぽっと） - 愛 役
- 劇団クラシックス「ROSE GUNS DAYS 〜Season2〜」（2017年12月6日 - 10日、プラザソル） - ニーナ蜷木 役
- 「Oh!tsukimi」（2018年2月7日 - 12日、ウッディシアター中目黒） - 上野美月 役
- 劇団クラシックス「ROSE GUNS DAYS 〜Season3〜」（2018年3月7日 - 11日、新宿シアターサンモール） - ニーナ蜷木 役
- 「ぴんすぽ！」（2018年4月4日 - 8日、新宿村LIVE） - 赤川塁 役
- 「あひる姫」（2018年5月17日 - 20日、ウッディシアター中目黒） - マコ 役
- 「ゴールドフラワー」（2018年6月13日 - 17日、新宿村LIVE） - 紫苑 役
- 「CLAP!CLAP!CLAP!」（2018年7月18日 - 12日、シアター風姿花伝） - 鍾乳洞 役
- 「命の在り処」（2018年9月29日、池袋only you）- レナ 役
- 劇団クラシックス「ROSE GUNS DAYS 〜Last Season〜」（2018年12月28日 - 31日、新宿シアターサンモール） - ニーナ蜷木 役
- 「カーテンコール」（2019年2月28日 - 3月3日、ブディストホール） - セイラ 役
- 劇団CATMINT「所以〜ill luck syndrome〜」（2019年4月10日 - 14日、赤坂レッドシアター） - 若ノ川美羽 役
- 「君が残した白いひまわり」（2019年7月10日 - 21日、コフレリオ新宿シアター） - 高橋美雪 役
- ものづくり計画「瀬戸の花嫁 再再演」（2019年8月21日 - 25日、中野ザ•ポケット） - 梶純子 役
- 「PSYCHO-PASS サイコパス Chapter1 －犯罪係数－」（2019年10月25日 - 11月10日、品川プリンスホテルステラボール） - 王陵璃華子 役
- 「Dreame Lesson〜2020in FUKUOKA〜」（2020年1月30日 - 2月2日、あるあるシティホログラムシアター） - あみ 役
- FlyingTrip Vol.16「あいまいばかりの世界」（2020年6月24日 - 30日、こくみん共済coopホール/スペースゼロ） - 飛鳥 役
- 山口ちはるプロデュース「FANTASY WORLD？」（2020年9月2日 - 6日、下北沢小劇場「楽園」） - あかね 役
- LIVEDOGGIRLS「レディ・ア・ゴーゴー!!2020」（2020年12月5日 - 13日、新宿村LIVE） - 渡辺日和 役
- 少女文學劇「雨の塔」（2021年3月19日 - 21日、新国立劇場 小劇場） - 都岡百合子 役
- ×純文学少女歌劇団 File No.0001「マエストロには背を向けよ」（2023年5月、Mixalive TOKYO Theater Mixa）- 若草式メグ 役[31]
- 七色いんこ（2024年9月14日 - 16日、COOL JAPAN PARK OSAKA WWホール / 9月20日 - 29日、品川プリンスホテルステラボール） - 古武良 役[32]